# Pandémie de Covid-19 en Mauritanie
La pandémie de Covid-19 en Mauritanie démarre officiellement le 13 mars 2020. À la date du 7 octobre 2022, le bilan est de 995 morts.

## Chronologie
Le premier cas est constaté le 13 mars 2020, suivi par le premier décès le 30 mars.
Le cap des 10 cas est dépassé le 13 mai 2020. Le nombre de cas est de 15.
Le cap des 100 cas est dépassé le 19 mai 2020. Le nombre de cas est de 131.
Le cap des 10 morts est dépassé le 26 mai 2020. Le nombre de décès est de 13.
Le cap des 1 000 cas est dépassé le 7 juin 2020. Le nombre de cas est de 1 049.
Le cap des 100 morts est dépassé le 19 juin 2020. Le nombre de décès est de 102.
Le cap des 10 000 cas est dépassé le 9 décembre 2020. Le nombre de cas est de 10 105.

## Statistiques

Nombre de cas en Mauritanie depuis le début de l'épidémie.

Nombre de morts en Mauritanie depuis le début de l'épidémie.